# Mattawishkwia River
Der Mattawishkwia River ist ein etwa 180 km langer linker Nebenfluss des Missinaibi River im Norden der kanadischen Provinz Ontario.

## Flusslauf
Der Mattawishkwia River entspringt auf dem Kanadischen Schild nordöstlich des Little Kalsas Lake im Norden des Algoma District. Das Quellgebiet liegt 55 km südsüdwestlich von Hearst auf einer Höhe von etwa 335 m. Der Mattawitchewan River fließt wenige Kilometer südöstlich des Quellgebietes des Mattawishkwia River nach Nordosten. Der Mattawishkwia River durchfließt anfangs die beiden Seen Little Kalsas Lake und Kalsas Lake in westlicher Richtung. Anschließend wendet er sich nach Norden. Er fließt 60 km in überwiegend nördlicher Richtung. Die Algoma Central Railway und der Ontario Highway 583 kreuzen südlich von Mead den Flusslauf. Der Kabinakagami River verläuft wenige Kilometer weiter westlich ebenfalls in nördlicher Richtung. Der Mattawishkwia River wendet sich nun in Richtung Ostnordost. Westlich von Hearst überquert die Algoma Central Railway erneut den Fluss. 63 km oberhalb der Mündung fließt der Mattawishkwia River entlang dem südlichen Ortsrand von Hearst. Am östlichen Ortsende von Hearst überquert der Ontario Highway 11 sowie die Canadian Pacific Railway den Fluss. Im Unterlauf fließt der Mattawishkwia River nördlich an den beiden Seen Mattawishkwia Lake und East Mattawishkwia Lake vorbei, bevor er schließlich 40 km nordöstlich von Hearst auf Höhe der Flussinsel Alice Island in den linken Flussarm des Missinaibi River mündet.
Der Mattawishkwia River entwässert ein Areal von etwa 1870 km². Der mittlere Abfluss bei Hearst beträgt 13,8 m³/s. Im April und im Mai, während der Schneeschmelze, führt der Fluss gewöhnlich die größten Wassermengen.